# Sportclub Sand 1946 2018-2019 (calcio femminile)
Questa voce raccoglie le informazioni riguardanti lo Sportclub Sand 1946 nelle competizioni ufficiali della stagione 2018-2019.

## Divise e sponsor
Il main sponsor era Feger Bau mentre quello tecnico, fornitore delle tenute da gioco, era Erima.
|  | Casa | Trasferta |

## Organigramma societario
Area tecnica
- Allenatore: Sascha Glass
- Allenatore in seconda:
- Allenatore dei portieri:
- Preparatori atletici:

## Rosa
Rosa, ruoli e numeri di maglia come da sito societario e sito DFB.de, aggiornati al 15 settembre 2018.
| N. |                                 | Ruolo | Calciatrice      |
| -- | ------------------------------- | ----- | ---------------- |
| 1  | Germania (bandiera)             | P     | Carina Schlüter  |
| 2  | Brasile (bandiera)              | D     | Leticia Santos   |
| 5  | Irlanda (bandiera)              | D     | Diane Caldwell   |
| 7  | Germania (bandiera)             | D     | Anne van Bonn    |
| 8  | Austria (bandiera)              | C     | Nadine Prohaska  |
| 9  | Bosnia ed Erzegovina (bandiera) | A     | Milena Nikolić   |
| 11 | Germania (bandiera)             | C     | Jennifer Schlee  |
| 12 | Germania (bandiera)             | P     | Kristina Kober   |
| 13 | Germania (bandiera)             | A     | Sylvia Arnold    |
| 14 | Serbia (bandiera)               | C     | Dina Blagojević  |
| 15 | Germania (bandiera)             | D     | Anna Schlarb     |
| 17 | Germania (bandiera)             | C     | Claire Savin     |
| 18 | Austria (bandiera)              | D     | Marina Georgieva |

| N. |                       | Ruolo | Calciatrice           |
| -- | --------------------- | ----- | --------------------- |
| 19 | Austria (bandiera)    | A     | Nina Burger           |
| 20 | Slovacchia (bandiera) | D     | Jana Vojteková        |
| 23 | Svizzera (bandiera)   | C     | Isabelle Meyer        |
| 24 | Austria (bandiera)    | A     | Viktoria Pinther      |
| 26 | Germania (bandiera)   | D     | Laura Vetterlein      |
|    | Canada (bandiera)     | P     | Erin McLeod           |
|    | Germania (bandiera)   | D     | Lisa Schöppl          |
|    | Germania (bandiera)   | C     | Franziska Fiebig      |
|    | Portogallo (bandiera) | A     | Andreia Norton        |
|    | Germania (bandiera)   | A     | Jasmin Sehan          |
|    | Polonia (bandiera)    | A     | Agata Tarczyńska      |
|    | Belgio (bandiera)     | A     | Justine Vanhaevermaet |

## Calciomercato

### Sessione estiva
| Acquisti | Acquisti              | Acquisti        | Acquisti   |
| R.       | Nome                  | da              | Modalità   |
| -------- | --------------------- | --------------- | ---------- |
| P        | Erin McLeod           | Jena            | definitivo |
| D        | Marina Georgieva      | Turbine Potsdam | definitivo |
| D        | Lisa Schöppl          | Wolfsburg II    | definitivo |
| C        | Justine Vanhaevermaet | Anderlecht      | definitivo |
| C        | Franziska Fiebig      | Wolfsburg II    | definitivo |
| C        | Nadine Prohaska       | St. Pölten      | definitivo |
| A        | Andreia Norton        | Braga           | definitivo |
| A        | Viktoria Pinther      | St. Pölten      | definitivo |
| A        | Jasmin Sehan          | Wolfsburg II    | definitivo |
| A        | Agata Tarczyńska      | Wolfsburg II    | definitivo |

| Cessioni | Cessioni          | Cessioni           | Cessioni                       |
| R.       | Nome              | a                  | Modalità                       |
| -------- | ----------------- | ------------------ | ------------------------------ |
| D        | Adina Hamidović   | Werder Brema       | definitivo                     |
| D        | Verena Hanshaw    | 1. FFC Francoforte | definitivo                     |
| C        | Sinah Amann       | Sand II            | aggregata alla squadra riserve |
| C        | Laura Feiersinger | 1. FFC Francoforte | definitivo                     |
| C        | Louisa Frank      | Sand II            | aggregata alla squadra riserve |
| C        | Jenny Gaugigl     | Sand II            | aggregata alla squadra riserve |
| C        | Angela Migliazza  | Sand II            | aggregata alla squadra riserve |
| C        | Selina Wagner     | SV 07 Elversberg   | definitivo                     |

### Sessione invernale
| Acquisti | Acquisti | Acquisti | Acquisti |
| R.       | Nome     | da       | Modalità |
| -------- | -------- | -------- | -------- |
|          |          |          |          |

| Cessioni | Cessioni    | Cessioni  | Cessioni   |
| R.       | Nome        | a         | Modalità   |
| -------- | ----------- | --------- | ---------- |
| P        | Erin McLeod | Växjö DFF | definitivo |

## Risultati

### Frauen-Bundesliga

#### Girone di andata
| Willstätt 16 settembre 2018, ore 14:00 CEST 1ª giornata | Sand              | 0 – 0 referto | Friburgo | ORSAY-Stadion (1 278 spett.)\| Arbitro: \| Appelmann (Alzey) \| |
| Arbitro:                                                | Appelmann (Alzey) |               |          |                                                                 |

| Arbitro: | Wozniak (Herne) |

|                       |           |  |
| Zadrazil 17’ Huth 33’ | Marcatori |  |

| Arbitro: | Wacker (Lehrensteinsfeld) |

|                                                                            |           |  |
| Leticia Santos 10’ Burger 35’ Blagojević 38’ Meyer 79’ Vanhaevermaet 90+1’ | Marcatori |  |

| Arbitro: | Heidenreich (Sereetz) |

|                 |           |  |
| Feiersinger 47’ | Marcatori |  |

| Arbitro: | Diekmann (Dortmund) |

|                                                    |           |  |
| Leticia Santos de Oliveira 28’ Blagojević 52’, 58’ | Marcatori |  |

| Arbitro: | Duske (Leverkusen) |

|              |           |  |
| Schüller 90’ | Marcatori |  |

| Arbitro: | Westerhoff (Bochum) |

|               |           |  |
| Vojteková 13’ | Marcatori |  |

| Arbitro: | Wildfeuer (Lubecca) |

|              |           |            |
| Islacker 38’ | Marcatori | 71’ Burger |

| Arbitro: | Michel (Gau-Odernheim) |

|  |           |                                                                                             |
|  | Marcatori | 19’, 23’ Minde 31’ Harder 54’, 65’ Popp 70’ Pajor 79’, 82’ Jakabfi 87’ (rig.) Graham Hansen |

| Arbitro: | Weigelt (Lipsia) |

|                           |           |  |
| Blagojević 31’ Arnold 37’ | Marcatori |  |

| Arbitro: | Wacker (Lehrensteinsfeld) |

|                                         |           |  |
| Beuschlein 12’, 75’ Fühner 60’ Rall 63’ | Marcatori |  |

#### Girone di ritorno
| Arbitro: | Stolz (Pritzwalk) |

|                           |           |                            |
| Van Lunteren 49’ Beck 53’ | Marcatori | 24’ Prohaska 78’ Georgieva |

| Arbitro: | Joos (Leinfelden-Echterdingen) |

|                    |           |                                      |
| Sehan 2’ Sehan 59’ | Marcatori | 27’ Rauch 51’ Prašnikar 83’ Zadrazil |

| Arbitro: | Heidenreich (Bad Schwartau) |

|                |           |                                                     |
| Oppedisano 50’ | Marcatori | 19’ Vojteková 23’ Burger 39’ Nikolić 90+1’ Van Bonn |

| Arbitro: | Heimann (Gladbeck) |

|  |           |                 |
|  | Marcatori | 25’ Feiersinger |

| Arbitro: | Schwermer (Rieder) |

|            |           |              |
| Jessen 83’ | Marcatori | 52’ Van Bonn |

| Arbitro: | Biehl (Siesbach) |

|  |           |              |
|  | Marcatori | 40’ Schüller |

| Arbitro: | Stolz (Pritzwalk) |

|                                 |           |                          |
| Dunst 43’ Haršányová 69’ (rig.) | Marcatori | 53’ Nikolić 61’ Prohaska |

| Arbitro: | Biehl (Siesbach) |

|            |           |                 |
| Burger 22’ | Marcatori | 30’ Lewandowski |

| Arbitro: | Duske (Leverkusen) |

|                                                                                         |           |  |
| Jakabfi 2’ Popp 9’, 39’ Harder 13’ Graham Hansen 43’ (rig.) Peter 58’ Gunnarsdóttir 67’ | Marcatori |  |

| Arbitro: | Appelmann (Alzey) |

|              |           |                               |
| Schiechtl 7’ | Marcatori | 8’, 19’ Nikolić 27’ Vojteková |

| Arbitro: | Heidenreich (Bad Schwartau) |

|                        |           |                  |
| Caldwell 67’ Meyer 81’ | Marcatori | 30’, 34’ Waßmuth |

### DFB-Pokal
| Arbitro: | Reßler (Mannheim) |

|            |           |                                |
| Heisel 77’ | Marcatori | 90+2’ Vojteková 96’ Vetterlein |

| Arbitro: | Duske (Leverkusen) |

|               |           |                |
| Vojteková 20’ | Marcatori | 77’, 98’ Billa |

## Statistiche

### Statistiche di squadra
| Competizione         | Punti | In casa | In casa | In casa | In casa | In casa | In casa | In trasferta | In trasferta | In trasferta | In trasferta | In trasferta | In trasferta | Totale | Totale | Totale | Totale | Totale | Totale | DR  |
| Competizione         | Punti | G       | V       | N       | P       | Gf      | Gs      | G            | V            | N            | P            | Gf           | Gs           | G      | V      | N      | P      | Gf     | Gs     | DR  |
| -------------------- | ----- | ------- | ------- | ------- | ------- | ------- | ------- | ------------ | ------------ | ------------ | ------------ | ------------ | ------------ | ------ | ------ | ------ | ------ | ------ | ------ | --- |
| Frauen-Bundesliga    | 25    | 11      | 4       | 3       | 4       | 16      | 17      | 11           | 2            | 4            | 5            | 13           | 23           | 22     | 6      | 7      | 9      | 29     | 40     | -11 |
| DFB-Pokal der Frauen | -     | 1       | 0       | 0       | 1       | 1       | 2       | 1            | 1            | 0            | 0            | 2            | 1            | 2      | 1      | 0      | 1      | 3      | 3      | 0   |
| Totale               | -     | 12      | 4       | 3       | 5       | 17      | 19      | 12           | 3            | 4            | 5            | 15           | 24           | 24     | 7      | 7      | 10     | 32     | 43     | -11 |

### Andamento in campionato
| Giornata  | 1 | 2 | 3 | 4 | 5 | 6 | 7 | 8 | 9 | 10 | 11 | 12 | 13 | 14 | 15 | 16 | 17 | 18 | 19 | 20 | 21 | 22 |
| --------- | - | - | - | - | - | - | - | - | - | -- | -- | -- | -- | -- | -- | -- | -- | -- | -- | -- | -- | -- |
| Luogo     | C | T | C | T | C | T | C | T | C | C  | T  | T  | C  | T  | C  | T  | C  | T  | C  | T  | T  | C  |
| Risultato | N | P | V | P | V | P | V | N | P | V  | P  | N  | P  | V  | P  | N  | P  | N  | N  | P  | V  | N  |
| Posizione | 6 | 9 | 7 | 8 | 6 | 8 | 6 | 6 | 8 | 7  | 8  | 8  | 8  | 8  | 8  | 8  | 8  | 8  | 8  | 8  | 8  | 8  |

Legenda:

Luogo: C = Casa; T = Trasferta. Risultato: V = Vittoria; N = Pareggio; P = Sconfitta.

### Statistiche delle giocatrici
| Giocatore        | Frauen-Bundesliga | Frauen-Bundesliga | Frauen-Bundesliga | Frauen-Bundesliga | DFB-Pokal der Frauen | DFB-Pokal der Frauen | DFB-Pokal der Frauen | DFB-Pokal der Frauen | Totale   | Totale | Totale      | Totale     |
| Giocatore        | Presenze          | Reti              | Ammonizioni       | Espulsioni        | Presenze             | Reti                 | Ammonizioni          | Espulsioni           | Presenze | Reti   | Ammonizioni | Espulsioni |
| ---------------- | ----------------- | ----------------- | ----------------- | ----------------- | -------------------- | -------------------- | -------------------- | -------------------- | -------- | ------ | ----------- | ---------- |
| S. Arnold        | 16                | 1                 | 4                 | 0                 | 2                    | 0                    | 0                    | 0                    | 18       | 1      | 4           | 0          |
| D. Blagojević    | 17                | 4                 | 1                 | 0                 | 2                    | 0                    | 0                    | 0                    | 19       | 4      | 1           | 0          |
| N. Burger        | 13                | 4                 | 1                 | 0                 | 2                    | 0                    | 0                    | 0                    | 15       | 4      | 1           | 0          |
| D. Caldwell      | 21                | 1                 | 0                 | 0                 | 2                    | 0                    | 0                    | 0                    | 23       | 1      | 0           | 0          |
| F. Fiebig        | 16                | 0                 | 3                 | 0                 | 2                    | 0                    | 0                    | 0                    | 18       | 0      | 3           | 0          |
| M. Georgieva     | 14                | 1                 | 3                 | 0                 | 2                    | 0                    | 0                    | 0                    | 16       | 1      | 3           | 0          |
| K. Kober         | 0                 | 0                 | 0                 | 0                 | 1                    | -1                   | 0                    | 0                    | 1        | -1     | 0           | 0          |
| Leticia Santos   | 17                | 2                 | 1                 | 0                 | 1                    | 0                    | 1                    | 0                    | 18       | 2      | 2           | 0          |
| M. Lohmann       | -                 | -                 | -                 | -                 | -                    | -                    | -                    | -                    | -        | -      | -           | -          |
| E. McLeod        | 0                 | 0                 | 0                 | 0                 | 0                    | 0                    | 0                    | 0                    | 0        | 0      | 0           | 0          |
| I. Meyer         | 14                | 2                 | 0                 | 0                 | 2                    | 0                    | 0                    | 0                    | 16       | 2      | 0           | 0          |
| M. Nikolić       | 9                 | 5                 | 0                 | 0                 | -                    | -                    | -                    | -                    | 9        | 5      | 0           | 0          |
| A. Norton        | 11                | 0                 | 0                 | 0                 | 1                    | 0                    | 0                    | 0                    | 12       | 0      | 0           | 0          |
| V. Pinther       | 15                | 0                 | 0                 | 0                 | 1                    | 0                    | 0                    | 0                    | 16       | 0      | 0           | 0          |
| N. Prohaska      | 20                | 2                 | 2                 | 0                 | 2                    | 0                    | 0                    | 0                    | 22       | 2      | 2           | 0          |
| C. Savin         | 17                | 0                 | 2                 | 0                 | 2                    | 0                    | 0                    | 0                    | 19       | 0      | 2           | 0          |
| R. Schaber       | 6                 | 0                 | 1                 | 0                 | -                    | -                    | -                    | -                    | 6        | 0      | 1           | 0          |
| J. Schlee        | 0                 | 0                 | 0                 | 0                 | 0                    | 0                    | 0                    | 0                    | 0        | 0      | 0           | 0          |
| C. Schlüter      | 22                | -40               | 0                 | 0                 | 1                    | -2                   | 0                    | 0                    | 23       | -42    | 0           | 0          |
| L. Schöppl       | 2                 | 0                 | 0                 | 0                 | 1                    | 0                    | 0                    | 0                    | 3        | 0      | 0           | 0          |
| J. Sehan         | 14                | 1                 | 2                 | 0                 | 1                    | 0                    | 0                    | 0                    | 15       | 1      | 2           | 0          |
| A. Tarczyńska    | -                 | -                 | -                 | -                 | -                    | -                    | -                    | -                    | -        | -      | -           | -          |
| A. Van Bonn      | 21                | 2                 | 0                 | 1                 | 2                    | 0                    | 0                    | 0                    | 23       | 2      | 0           | 1          |
| J. Vanhaevermaet | 3                 | 0                 | 0                 | 0                 | 0                    | 0                    | 0                    | 0                    | 3        | 0      | 0           | 0          |
| L. Vetterlein    | 15                | 0                 | 1                 | 0                 | 1                    | 1                    | 1                    | 0                    | 16       | 1      | 2           | 0          |
| J. Vojteková     | 21                | 3                 | 4                 | 0                 | 2                    | 2                    | 1                    | 1                    | 23       | 5      | 5           | 1          |